# 卡利諾維齊亞
50°29′54″N 32°47′29″E / 50.49833°N 32.79139°E
卡利諾維齊亞（烏克蘭語：Калиновиця），是烏克蘭北部的村莊，隸屬切爾尼希夫州的普里盧基區。該村面積1.12平方公里，海拔高度160米，2006年人口347，人口密度每平方公里309.8人。